# Gladys Zender
Pour les articles homonymes, voir Zender.
Gladys Zender Meier (née Gladys Rosa Zender Urbina le 19 octobre 1939 à Loreto, au Pérou) est un mannequin péruvien. En 1957, elle est devenue la première miss Univers d'origine latino-américaine.

## Biographie

### Enfance
Elle est née d'un père suisse et d'une mère péruvienne.

### Vie privée
Elle se marie avec Antonio Meier en 1965 avec qui elle a quatre enfants dont l'acteur et chanteur Christian Meier.